# Centroclisis minor
Centroclisis minor är en insektsart som beskrevs av Banks in Strong 1930. Centroclisis minor ingår i släktet Centroclisis och familjen myrlejonsländor. Inga underarter finns listade i Catalogue of Life.